# Пол Плішка
Павло́ Плі́шка (англ. Paul Plishka; 28 серпня 1941, Олд Фордж, Пенсільванія, США — 3 лютого 2025, Вілмінгтон, Північна Кароліна, США) — оперний співак (США).

## Життєпис
Павло Плішка народився у сім'ї дітей українців емігрантів з містечка Олд Фордж штат Пенсільванія. Він навчався у державному коледжі містечка Монтклер, а його дебют відбувся в 1961 році в опері Патерсона.
Він вперше співав партію монаха в опері Амількаре Понк'єллі «Джоконда» на сцені Метрополітен-опери у Нью-Йорку в 1967 році. З того часу він зіграв понад 50 ролей у 1000 спектаклях: «Севільському цирульнику», «Еліксирі кохання», «Весіллі Фігаро», «Аїді», «Отелло», «Аделії» та багато інших.
Носив ім'я «співак над співаками», його голос звучав на найпрестижніших сценах світу: Ковент Ґарден, Ла Скала, Ґранд Опера, Баварська державна опера, Сан-Франциська опера.
Ім'я Павла Плішки занесено до Залу Слави великих американських оперних співаків в Академії вокального мистецтва у Філадельфії.
На той час 33-річний доктор Плішка був начальником дитячої служби в державному дитячому психіатричному центрі. У 1991 році син Плішки Джеффрі був звинувачений у вбивстві та зґвалтуванні Лаури Роннінг, за що був виправданий у 2010 році, і помер у 2017 році. Перша дружина Плішки, Джудіт Енн Плішка, мати Джеффрі, померла у 2004 році. Пізніше Плішка одружився з Шерон Томас, колишньою режисеркою-резиденткою Метрополітен. Інший син Плішки, Павло-молодший, також помер, за словами пастора протопресвітера Нестора Коваля з Української православної церкви Святого Михайла в Скрентоні, штат Пенсильванія. Третій син Плішки, Микола, помер у 2021 році. Після його виходу на пенсію вони переїхали до Вілмінгтона, штат Північна Кароліна, де він захопився бонсай і спостереженням за птахами.
Плішка помер у тамтешньому хоспісі 3 лютого 2025 року у віці 83 років.